# سحام الشعير
سُحام الشعير أو مَرَق الشعير هو نوع من الشقرانيات. أحد مسببات الأمراض النباتية ، يمكن أن يسبب صدأ أوراق الشعير ، المعروف أيضًا باسم الصدأ البني للشعير.